# Giuseppe Balsamo Crivelli
Giuseppe Gabriel Balsamo-Crivelli, più noto, con o senza il trattino tra i due cognomi, come Giuseppe Balsamo Crivelli e, limitatamente ai trattati scientifici in lingua latina, come Joseph Gabriel Balsamo Crivelli (Milano, 1º settembre 1800 – Pavia, 15 novembre 1874), è stato un naturalista, zoologo, geologo e botanico italiano.

## Biografia
Di casato nobile, si laureò all'Università degli Studi di Pavia in Medicina e chirurgia nel 1824 (tredici anni più tardi conseguirà anche la laurea in Zooiatria). Rientrato a Milano, si interessò di varie branche della storia naturale, disciplina che insegnò nei licei di Sant'Alessandro e di Porta Nuova, curando a beneficio dei suoi studenti sia l'edizione vallardiana in due volumi della Botanica di Jussieu, sia la traduzione italiana del Compendio d'ornitologia di Drapiez. Diresse l'Orto botanico di Brera dal 1827 al 1851.
Nel 1835, dopo una serie di ricerche svolte con Giuseppe De Notaris sulle crittogame del milanese, identificò il fungo responsabile del moscardino, malattia del baco da seta, che ha chiamato Beauveria bassiana in onore del naturalista e botanico italiano Agostino Bassi. Nel 1839 descrisse per primo, ne Il Politecnico, il fossile di Lariosauro, poi classificato con il nome di Lauriosaurus balsami. Dal 1850 tenne anche la libera docenza di geologia nell'Istituto tecnico privato milanese di Ambrogio Robiati: gli esiti di quelle lezioni confluirono, per opera dei suoi studenti, nella pubblicazione Schizzi geologici dell'Italia (1851). Già nel 1847, tuttavia, per integrare il manuale di geologia di Beudant nella parte relativa all'Italia, aveva dato alle stampe un Prospetto elementare sulla costituzione geologica dei terreni della Penisola, con il tentativo, per quanto espressamente rivolto ai giovani che si affacciavano per la prima volta allo studio della disciplina, di sistematizzarvi le evenienze topografiche fino ad allora susseguitesi, emendando, là dove possibile, la carta geologica di Giacinto Collegno.
Il 29 gennaio 1837 divenne socio dell'Accademia delle scienze di Torino.
Nel 1851 fu nominato professore di Mineralogia e Zoologia all'Università di Pavia e dal 1863 professore di Anatomia comparata nello stesso ateneo. Dal 1852 al 1874 fu direttore del Museo di storia naturale di Pavia, contribuendo a incrementare notevolmente le collezioni zoologiche di questa istituzione.
Tra i promotori della Società Italiana di Scienze Naturali e membro dell'Istituto Lombardo, Balsamo Crivelli fu anche socio corrispondente dell'Accademia delle Scienze di Torino. Carlo Vittadini gli ha dedicato il genere di fungo Balsamia.

## Pubblicazioni principali
- 1833, Synopsis muscorum in agro mediolanensi huc usque lectorum, scritto con Giuseppe De Notaris, Rusconi, Milano.
- 1834, Prodromus bryologiae mediolanensis, scritto con Giuseppe De Notaris, Rusconi, Milano (online)
- 1835, Sovra la nuova specie di Mucedinea del genere botrytis, che si svolge sovra i bachi da seta e le crisalidi morte da calcino; indagini riguardo alla sua origine, e descrizione d'una nuova specie del genere Mucor, Gior. Sc. Lett. ed arti, vol. LXXIX, pp. 1–5 (online)
- 1839, Nota sul Rinoceronte fossile esistente nell'I.R. Gabinetto de' minerali e fossili nel locale di santa Teresa in Milano. Descrizione di alcuni denti di Rinoceronte e d'una nuova specie d'Iuglandite trovati nella lignite di Leffe, e Cenni sovra alcuni altri fossili riscontrati nel calcareo nero sopra Varenna e presso Bellagio, Gior. Sc. Lett. ed arti, vol. XCV, pars II, pp. 287–292 (online)
- 1839, Descrizione d'un nuovo rettile fossile della famiglia dei Paleosauri e di due pesci fossili trovati sopra Varenna, Il Politecnico, vol. I, fasc. 5, pp. 321–431
- 1840, Storia dei principali lavori fisiologici sulle Chare, e tentativo d'una sinonimia delle specie italiane di questo genere, Tip. Bernardoni, Milano 1840.
- 1842, Memoria per servire all'illustrazione dei grandi mammiferi fossili esistenti nell'I.R. Gabinetto di S. Teresa in Milano, e cenno sovra due mammiferi fossili trovati nella lignite di Leffe nella provincia di Bergamo, Gior. Ist. Lomb. Sc. Lett. ed arti, vol. III, pars I, pp. 312–318 (online)
- 1843, Storia del genere Gordius e d'un nuovo elminto Autoplectus Protognostus detto volgarmente Gringo o Filo dai contadini lombardi, s.e., Milano.
- 1847, Prospetto elementare di una descrizione geologica dell'Italia, Vallardi, Milano (online)
- 1853, Rimedio per guarire le uve e le viti dalla dominante crittogama, Soc. Ed. Annali Universali, Milano.
- 1858, Di un nuovo crostaceo della famiglia dei branchiopodi fillopodi riscontrato nella provincia di Pavia, e considerazioni sovra i generi affini, Mem. Ist. di sc. lett. ed arti, vol. 3., fasc. 3, pp. 10.
- 1862, Di alcune specie di miriapodi del genere julus e di alcune loro particolarità, Tip. Bernardoni, Milano.
- 1863, Di alcuni Spongiari del Golfo di Napoli, Atti Soc. Ital. Sci. Nat., 5, pp. 284–302.
- 1867, Di alcuni organi osservati in una spugna, Rendiconti R. Istituto Lombardo, vol. 3, Fasc. 10., pp. 4.
- 1868, Sopra gl'insetti che devastano i campi della bassa Lombardia, steso con Antonio Villa e Emilio Cornalia, Rend. del R. Istituto Lombardo, s. II, vol. I, n. 12, pp. 9.